# John Dos Passos
John Roderigo Dos Passos (Chicago, Illinois, 14 de enero de 1896 - Baltimore, Maryland, 28 de septiembre de 1970) fue un novelista y periodista estadounidense. Viajero, intelectual y artista culto de ideología independiente cercana al socialismo, está considerado como uno de los miembros esenciales de la generación perdida norteamericana. Cultivó una profunda amistad con E. E. Cummings, Scott Fitzgerald y Ernest Hemingway entre otros muchos contemporáneos de los que dejó agudos retratos en su autobiografía Años inolvidables.

## Biografía
Nacido en una familia descendiente de portugueses, su abuelo era un comerciante de la isla de Madeira. Hijo natural del segundo matrimonio de un jurista y político republicano, amigo de Mark Twain y Edison, siempre consideró a su padre, con quien mantuvo una estrecha relación, su primer y más incansable maestro. En su juventud viajó, junto a sus padres, por México y algunos países de Europa (en especial Portugal, Bélgica, el Reino Unido y España). En 1916 se graduó en Artes por la Universidad de Harvard.
Con 18 años se unió al cuerpo de voluntarios de Richard Norton (sección 60) en su servicio de ambulancias para la Primera Guerra Mundial y al entrar Estados Unidos en la contienda se integró en el cuerpo de la Cruz Roja siendo destinado a Italia.
Es durante la guerra cuando comienza a escribir una novela en conjunto con otros dos compañeros, proyecto que no llegó a culminarse. No obstante, publicaría en 1919 una novela de corte autobiográfico, La iniciación de un hombre. 
Tras la guerra, volvió a viajar por España (de ese periodo es su libro de retratos Rocinante vuelve al camino) y vivió en París durante varias temporadas. En la capital francesa entró en contacto con las corrientes innovadoras en todos los frentes artísticos, llegó a participar como pintor de decorados en los ballets rusos. 
Tras su regreso a Nueva York consideró la posibilidad de dedicarse al teatro como dramaturgo y director, pero en 1921 se embarcó de nuevo hacia Europa dispuesto a llegar hasta Persia, inició la travesía en el Orient Express y vivió un viaje alucinante hasta Bagdad y Damasco que incluyó una travesía por el desierto en una caravana de camellos.
Tras el modesto éxito de Tres soldados (1922), publicó en 1925 la novela que le dio fama y relevancia mundial: Manhattan Transfer, escenario por el que deambulan diversos personajes, con breves relatos fragmentarios cuyo conjunto da una idea coral del Nueva York de los «locos años 20». El mismo recurso literario que utilizaría luego en su trilogía U.S.A.
En 1927 hizo pública su postura contraria a la ejecución de los anarquistas Nicola Sacco y Bartolomeo Vanzetti, compromiso que le anclaría de forma definitiva en la lista negra. 
Dos Passos, que siempre mantuvo una ideología independiente, cercana al socialismo, decidió visitar la Unión Soviética en la primavera de 1928. Viajó hasta Helsinki vía París y Londres, y pasó una corta temporada en la nueva Leningrado (desde donde en una carta a Cummings escribe: «He visto los perros de Pavlov en Leningrado»). 
Se trasladó a Moscú donde a través de los círculos del nuevo teatro soviético, tomó contacto con los realizadores del cine ruso, de los que destaca en sus memorias a Pudovkin y Eisenstein. Una gestión personal del ministro Lunacharski le permitió unirse a la expedición Narkompross que iba a explorar perdidas regiones de Daguestán. Tras sobrevivir (estuvo a punto de morir de hambre) a tan intenso viaje por el Cáucaso y después de un periodo en el que llegó a ser retenido en Moscú por «gestiones burocráticas» pudo por fin salir de la Unión Soviética: «...admiraba al pueblo ruso. Me había fascinado su país, enorme y variado, pero cuando a la mañana siguiente crucé la frontera polaca me sentí como si saliera de la cárcel».
En 1929, conoció en el círculo familiar de Hemingway a Katherine Smith, con la que se casó en agosto de 1929. Juntos iniciaron un largo viaje hacia la vieja Europa, donde vivían, trabajaban o pasaban temporadas muchos de sus mejores amigos (los Fitzgerald y los Hemingway entre ellos, además de los aristocráticos Gerald y Sara Murphy o intelectuales como Blaise Cendrars o Dorothy Parker).  
De regreso en Estados Unidos, sin sufrir los reveses de la Gran Depresión que marcaría a toda una generación artística, Dos Passos y Kate alternaron residencia entre Nueva York y Key West, donde solían coincidir los inviernos con la familia Hemingway. 
En 1932, recién estrenada la Segunda República, Kate y John vuelven a visitar España, recuperando su relación con José Giner, entonces conservador del Palacio Real de Madrid (convertido en «palacio nacional»), y entrevistándose con el presidente Azaña. Tras comprar un pequeño automóvil, «la Cucarachita», recorrieron parte del país aquel verano. En Santander, acuden a un mitin de Fernando de los Ríos recibido en la plaza de toros «con gritos de "Vivan los hombres honrados" y palomas blancas con lazos rojos en el cuello». Pero frente a la alegría de «mineros, mecánicos y agricultores», Dos Passos percibe también «el odio en los rostros de las gentes elegantemente vestidas, sentadas en las mesas de los cafés de la calle más importante de Santander, mientras contemplaban a los sudorosos socialistas volviendo de la plaza de toros con sus hijos y sus cestas y sus banderolas. Si los ojos fueran ametralladoras, ni uno solo hubiera sobrevivido aquel día.» Estas y otras observaciones y reflexiones cierran el relato de sus «memorias informales», publicadas cuatro años antes de su muerte.
En 1937 volvió de nuevo a España para colaborar con Ernest Hemingway en el guion del documental La tierra española, pero al conocer la desaparición de su amigo y traductor de su obra José Robles Pazos, se presume que a manos de los servicios secretos soviéticos, rompió de forma definitiva con la ideología comunista. En ese viaje se produjo su alejamiento de Hemingway, por la escasa sensibilidad del escritor ante el sufrimiento humano (tal y como recuerda Dos Passos en su obra Años inolvidables).
En su recopilación de artículos Viajes de entreguerras, Dos Passos cierra sus amargas y lúcidas reflexiones con estas palabras: «¿Cómo pueden ganar?, pensaba yo. ¿Cómo puede el nuevo mundo, lleno de confusión y desencuentros e ilusiones y deslumbrado por el espejismo de las frases idealistas, derrotar a la férrea combinación de hombres acostumbrados a mandar, a quienes une sólo una idea: aferrarse a lo que tienen?».

## Obra

### Novelas
- La iniciación de un hombre (1919)
- Tres soldados (1922)
- Rocinante vuelve al camino (1923)
- Manhattan Transfer (1925)
- La primera catástrofe (1919–1932)
- U.S.A. (trilogía)
  - El paralelo 42 (1930)
  - 1919 (1932)
  - El gran dinero (1936)
- Hombre joven a la aventura (1939)
- Número uno (1943)
- El gran destino (1949)
- Distrito de Columbia (1952)
- "De brillante porvenir" (1954)
- Mediados de siglo (1961)

### Teatro
- Garbage Man (1926)
- Airway Inc. (1928)

### Memorias
- Años inolvidables (1966)

## Críticas
Gran parte de la crítica, con su estilo dogmático e incontestable, juzgó sus últimos años de vida como los de un hombre "decepcionado, conservador nacionalista, nostálgico del pasado mítico de Estados Unidos".